# Kohleheizung
Der Begriff Kohleheizung (lt. Duden Kohlenheizung) wird als Oberbegriff für Anlagen verwendet, die durch Verbrennung von Kohle (beim Hausbrand Steinkohle, Koks oder Braunkohlebriketts) Wärme für verschiedene Zwecke erzeugen.

## Betriebspraktische Aspekte von Kohleheizungen

### Lufterwärmung
Braunkohlebriketts werden heute häufig als Mitbrennstoff oder als Hauptbrennstoff in Holzheizungen, Kachelöfen sowie in Beistellherden verwendet.
Bei Steinkohle muss aufgrund der höheren Brenntemperatur ein Einsatz vorhanden sein, um den Ofen nicht zu beschädigen.

### Einsatzfelder

#### Nischenstellung der Kohleheizung für die Warmwasserbereitung

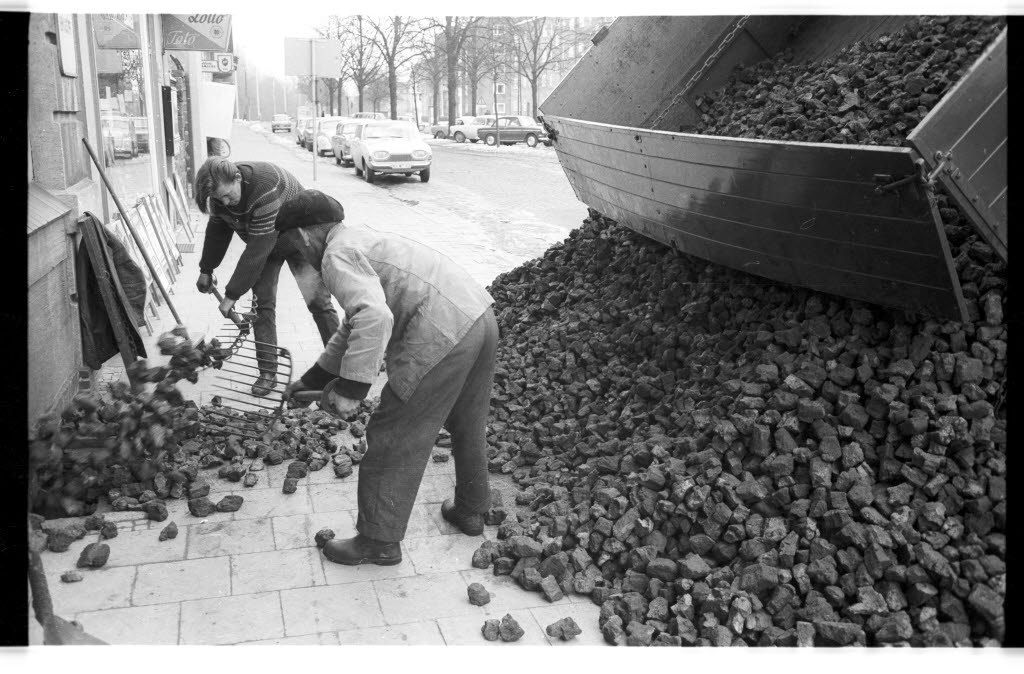
Anlieferung von Kohlen (1965)

Bei der Warmwasserbereitung von Häusern hat Kohle heutzutage nur einen Nischenplatz. Das rührt von den früheren Nachteilen der Kohleheizung her, die bis heute nachwirken. Während bei der Gasheizung eine kontinuierliche und bei der Ölheizung eine quasi-kontinuierliche Zuführung des Brennstoffs stattfindet, erfolgt die Zuführung des Brennstoffs bei der Kohleheizung diskontinuierlich: In der Vergangenheit musste die Kohle aufwendig zum hauseigenen Lager – meistens einem Bunker im Keller – befördert werden. Bei Bedarf wurde sie dann mit einer Schaufel bzw. Kohlenschütte zur Kohleheizung befördert. Nach dem Abbrennen der Kohle musste die Asche wiederum ausgebracht werden.

#### Einsatzszenarien mit um 2020 verfügbarer Technik
Mit moderner Technik wurde nach Lösungen für die vorangehend beschriebenen Probleme der Kohlenzuführung gesucht. Die Nachteile einer Kohleheizung konnten bei der mit Steinkohle befeuerten Heizung teilweise beseitigt werden. Heute besitzt eine Kohleheizung meist eine automatische Beschickung, die den Betrieb der Heizung über mehrere Tage oder Wochen ohne manuellen Eingriff erlaubt. Der Brennvorgang wurde optimiert und die Aschenentsorgung vereinfacht. So ist eine Kohleheizung vom erforderlichen Arbeitsaufwand her heute mit einer Pelletheizung vergleichbar. So wie der Pelletheizungsbetreiber ein Pelletlager vorhalten und den Pelletnachschub überwachen muss, so muss auch der Kohleheizungsbetreiber ein Kohlenlager vorhalten und den Kohlennachschub überwachen. Da die letzte Steinkohlenzeche 2018 im Ruhrgebiet geschlossen wurde, Steinkohle also im deutschen Bergbau nicht mehr abgebaut wird, stellt die Steinkohle für Deutschland heutzutage eine reine Importware dar, die im Bedarfsfall aus dem Ausland beschafft und i. d. R. mit Devisen bezahlt werden muss. Aufgrund der Novellierung des Gebäudeenergiegesetzes kommt ab 2024 in Deutschland der Einbau reiner Kohleheizungen nicht mehr in Betracht.

## Preise
Derzeit kostet die Anschaffung einer Kohleheizung etwas mehr als die einer vergleichbaren Öl- oder Gasheizung. Der Preis für die Kohle ist – bezogen auf den Energiegehalt – deutlich günstiger als bei Gas und Öl.